# Pavonis Mons

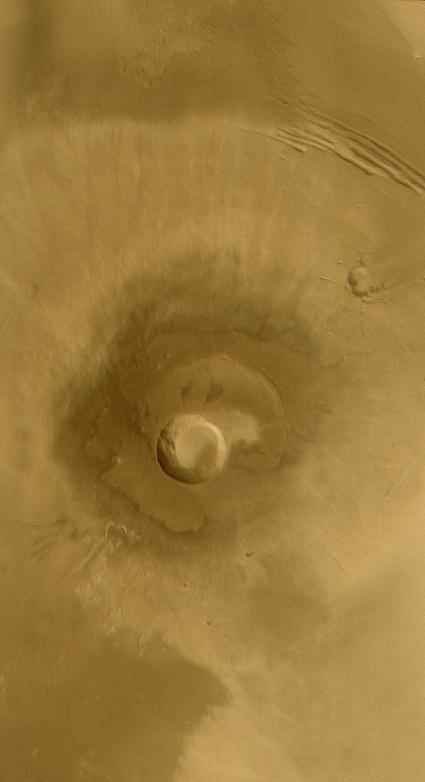
Pavonis Mons. Fotografia cedida per NASA/JPL/Malin Space Science Systems.

Pavonis Mons (en llatí, Muntanya del Paó) és un volcà de Mart, descobert per la missió Mariner 9 el 1971. Pavonis Mons es troba a la zona de Tharsis Montes, ocupant el lloc mitjà entre els volcans Ascraeus Mons (al nord) i Arsia Mons (al sud), prop de l'equador del planeta. El volcà més gran del planeta, i de tot el sistema solar, l'Olympus Mons, es troba al nord-oest.
Pavonis Mons s'aixeca a 14 km sobre el datum marcià, i experimenta una pressió atmosfèrica de prop de 130 Pa (1.3 mbar). Com a comparació, la muntanya més alta de la Terra, l'Everest, s'aixeca a uns 8.85 km sobre el nivell del mar. Al seu vessant est hi ha una cadena de fosses el·líptiques o ovalades, formades per un col·lapse associat a forces tectòniques.